# Pyoksong
Pyoksong (Hán Việt: Bích Thành) là một huyện của tỉnh Hwanghae Nam tại Cộng hòa Dân chủ Nhân dân Triều Tiên. Huyện giáp với Taetan ở phía tây, với Ongjin ở phía tây nam, Kangryong ở phía nam, Hoàng Hải ở đông nam, Haeju và Sinwon ở phía đông. Diện tích của huyện là 448,68 km², dân số vào năm 2008 là 90.753 người (42.820 nam và 47.933 nữ), dân số đô thị là 20.663 người (22,8%) còn dân số nông thôn là 70.090 người (77,2%).